# Gaiķu pagasts
Gaiķu pagasts er en territorial enhed i Brocēnu novads i Letland. Pagasten havde 841 indbyggere i 2010 og omfatter et areal på 105,80 kvadratkilometer. Hovedbyen i pagasten er Satiķi.